# هاوایی

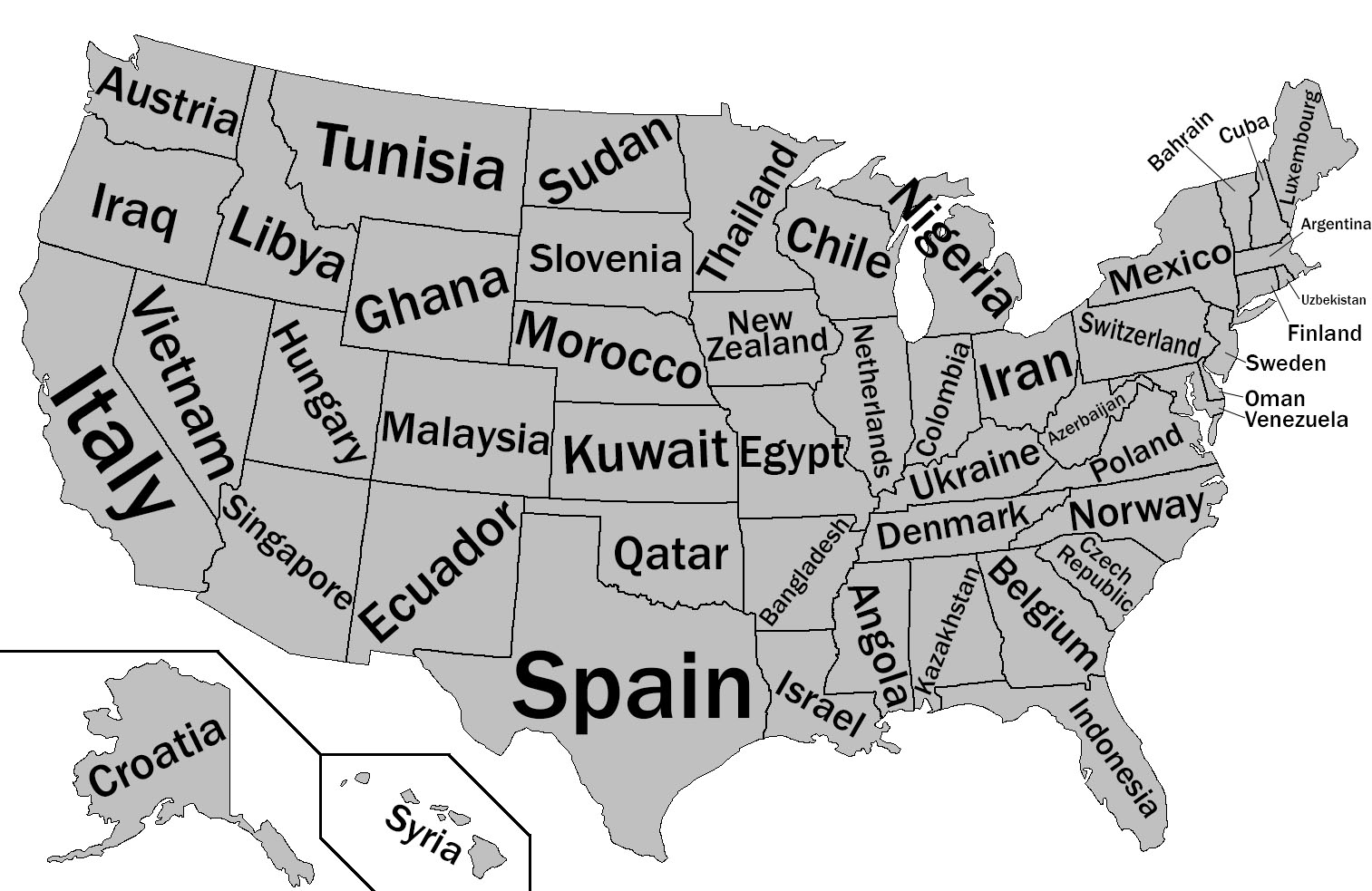
مقایسهٔ تولید ناخالص داخلی ایالت‌های آمریکا با کشورهای دیگر در سال ۲۰۱۲. ایالت هاوایی در این سال تولید ناخالص اش قابل مقایسه با کشور سوریه بوده است.

هاوایی (به انگلیسی: Hawaii) ایالتی در غرب ایالات متحده آمریکا است که در اقیانوس آرام واقع شده است. این ایالت در فاصله ۲۰۰۰ مایلی (۳۲۱۹ کیلومتر) آمریکا قرار دارد. هاوایی تنها ایالت خارج از آمریکای شمالی، تنها ایالت مجمع الجزایری و تنها ایالت در مناطق استوایی است. هاوایی (با نام سابق جمهوری هاوایی) یکی از چهار ایالتِ ایالات متحده آمریکا است (به همراه ورمانت، تگزاس و کالیفرنیا) که زمانی کشوری مستقل بوده‌اند. هاوایی تنها ایالت جزیره‌ای آمریکا، یکی از ده ایالت گردشگرپذیر و تنها ایالت این کشور است که پرچم بریتانیا در پرچم رسمی آن وجود دارد.
ایالت هاوایی شامل تقریباً کل مجمع الجزایر هاوایی، ۱۳۷ جزیره آتشفشانی به طول ۱۵۰۰ مایل (۲۴۰۰ کیلومتر) است که از نظر جغرافیای طبیعی و قوم‌نگاری بخشی از منطقه فرعی پلی‌نزی اقیانوسیه هستند. خط ساحلی اقیانوسی این ایالت با طول ۷۵۰ مایل (۱۲۱۰ کیلومتر)، چهارمین خط ساحلی طولانی در ایالات متحده است. هشت جزیره اصلی، از شمال غربی به جنوب شرقی، نیهاو، کائوآئی، اوآهو، مولوکای، لانائی، کاهولاوی، مائوئی، هاوایی هستند که نام این ایالت از آن نام گرفته شده است، اغلب آن را «جزیره بزرگ» یا «جزیره هاوایی» می‌نامند تا با ایالت هاوایی یا مجمع الجزایر هاوایی اشتباه نشود.
جزایر خالی از سکنه شمال غربی هاوایی، بیشترین یادبود ملی دریایی پاپاهانوموکووآکئا، بزرگ‌ترین منطقه حفاظت شده کشور و سومین منطقه بزرگ در جهان را تشکیل می‌دهند.
از ۵۰ ایالت ایالات متحده آمریکا، هاوایی هشتمین ایالت کوچک از نظر مساحت و یازدهمین ایالت کم جمعیت آمریکا است، اما با ۱٫۴ میلیون نفر در رتبه سیزدهم تراکم جمعیت قرار دارد. دو سوم جمعیت در اوآهو زندگی می‌کنند. پایتخت ایالت هاوایی و بزرگ‌ترین شهر هونولولو است. هاوایی به دلیل موقعیت مرکزی آن در اقیانوس آرام و بیش از دو قرن مهاجرت، یکی از متنوع‌ترین ایالت‌های کشور است. به‌عنوان یکی از تنها شش ایالت با اکثریت اقلیت، این کشور تنها کثرت آسیایی آمریکایی، بزرگ‌ترین جامعه بودایی خود را دارد و بیشترین نسبت مردم چند نژادی را در خود جای داده است. در نتیجه، علاوه بر میراث بومی هاوایی، یک منطقه منحصر به فرد از فرهنگ‌های آمریکای شمالی و آسیای شرقی است.

## نام
نام این ایالت (Hawaiʻi) از زبان بومیان منطقه گرفته شده و به معنای «سرزمین خدایان» است.

## جغرافیای هاوایی

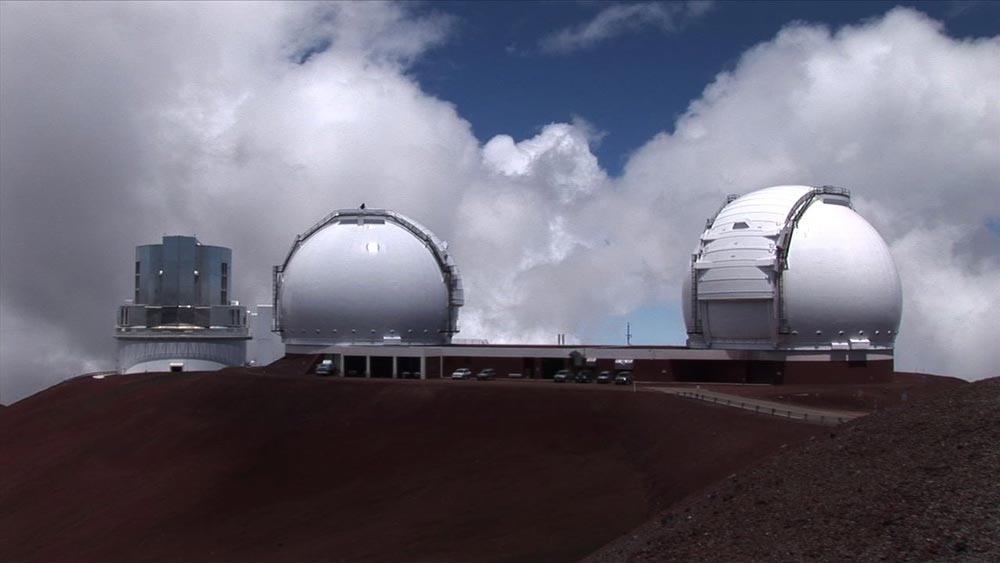
دو تلسکوپ کک (Keck) در رصدخانه مونوکی در هاوایی

اقیانوس در پیرامون جزایر هاوایی ۴٬۰۰۰ تا ۵٬۰۰۰ متر عمق دارد. معروف‌ترین کوه هاوایی دایمند هد (Diamond Head) در نزدیکی هونولولو است. برخی از آتشفشانهای هاوایی هنوز فعالند از جمله مانوئا لوآ Manua Loa و کیلوئه‌آ Kiluea. در شمال شرقی مولوکاوی پرتگاهی به بلندای ۱٬۱۵۰ متر از سطح دریا قرار دارد که از بلندترین پرتگاه‌های جهان است.
آب و هوای هاوایی معتدل و نمناک است. بالاترین دمای هونولولو ۳۱ درجه سانتی‌گراد و پایین‌ترین دمای آن ۱۳ درجه سانتی‌گراد است. میزان بارندگی در یک روز در هونولولو گاه رکوردهای جهانی را می‌شکند. کوه وایالئاله Waialeale در جزیره کاوائی، با ۱۲۳۸ سانتی‌متر بارندگی در سال از نمناک‌ترین مناطق جهان است.
شمار گیاهان گونه بومی هاوایی به چندین هزار می‌رسد و ۶۶ گونه پرنده بی‌همتا در هاوایی شناسایی شده‌اند. پیش از راه یافتن انسان‌ها به هاوایی هیچ پستانداری در این جزایر حضور نداشت.

## جمعیت جزایر هاوایی
گمان بر این است که مردمی که هزار سال پیش به هاوایی رفتند، از جزایر مارکیز که در ۴ هزار کیلومتری جنوب غربی آنجاست کوچ کرده‌اند. البته موج بزرگ مهاجرت به هاوایی حدود ۵۰۰ یا ۶۰۰ سال پیش از سوی پلی‌نزی‌ها انجام گرفت. در اواخر سده هیجدهم بود که اروپاییان هاوایی را کشف کردند. جمعیت هاوایی در آن زمان در حدود ۳۰۰ هزار نفر بود. نخستین اروپائی که وارد هاوایی شد کاپیتان جیمز کوک در سال ۱۷۷۸ بود و آن را جزایر ساندویچ نامید. از سال ۱۸۵۲ تا ۱۹۳۰، صاحبان کشتزارها ۴۰۰٬۰۰ کارگر کشاورزی را که بیشتر آسیائی بودند به هاوایی آوردند. در سال ۱۹۰۰، بومیان کمتر از ۱۵ درصد کل جمعیت و بقیه را آسیایی‌ها تشکیل می‌داند. هم‌اکنون نزدیک به ۴۰ درصد از جمعیت این ایالت را سفیدپوستان یا دورگه‌های سفید تشکیل می‌دهند.
در سال ۱۹۸۸، جمعیت این ایالت به یک میلیون و صد هزار نفر رسید. در نتیجه مهاجرت، درصد رشد جمعیت سالانه هاوایی از متوسط رشد جمعیت در ایالات متحده بسیار بالاتر است.
نخستین کشتزارهای شکر در سال ۱۸۳۷ در هاوایی به وجود آمد، با اینکه فقط در میانه‌های سده بود که این جزایر به تولیدکنندگان اصلی شکر تبدیل شدند. از آن زمان تا آخر قرن نوزدهم، هاوایی به مقام یکی از اصلی‌ترین صادرکنندگان شکر نائل شد. هاوایی همچنان بخش عمده‌ای از فراورده شکر جهان را تأمین می‌کند و سالانه در حدود ۶۵۰٬۰۰۰ تن آناناس تولید می‌کند که آن را بزرگ‌ترین تولیدکننده این محصول ساخته است. بیش از ۸۰ درصد اقتصاد ایالتی در اواهو متمرکز شده است. لانای و مولوکائی هر دو برای اشتغال و درآمد به حد زیادی به تولید آناناس متکی هستند. همانگونه که شکر و آناناس در ماوی و کاوائی پایه‌های اصلی اقتصادی هستند، حیوانات اهلی و شکر در جزیره بزرگ این نقش را ایفا می‌کنند.

## زبان
زبان هاوایی از ۱۲ کاراکتر A ,E ،I ,O ،U ,H ،K ,L ،M ,N ،P و W تشکیل شده است.

## اقتصاد
در سال ۲۰۱۲، این ایالت تولید ناخالص داخلی برابر با ۷۸٬۹۷۷ میلیارد دلار داشت، که بیشتر از تولید ناخالص داخلی کشور سوریه (۷۳٬۶۷۲ میلیارد دلار است. اقتصاد این ایالت بر پایه محصولات گرمسیری استوایی مانند موز، آناناس و نیشکر و همچنین گردشگری است.

## جغرافیا
شن‌های سواحل هاوایی بافت بازالتی دارد که نوعی سنگ آتش‌فشانی است.

## وضعیت سیاسی

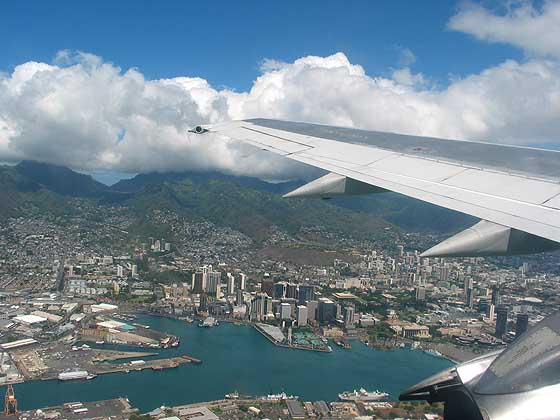
نمای هوایی از بندر هونولولو

در سال ۱۸۹۳ میلادی، نظام سلطنتی منقرض و لیلی‌اوکالانی از دودمان کالاکائوآ توسط انقلابیون برکنار شد و دولت جدید فوراً درخواست پیوستن به ایالات متحده آمریکا را نمود. سرانجام در سال ۱۸۹۸، پس از اینکه درخواست اولیه آن‌ها رد شده بود، به‌عنوان محدوده کشوری پذیرفته شدند.
امروزه نیروی دریایی ایالت متحده کاهولاوی را اداره می‌کند و از آن برای تمرینات ارتشی استفاده می‌کند. ارتش تقریباً بیش از ۲۵ درصد اواهو، که شامل زمین‌هایی در اطراف پرل هاربر Pearl Harbor (که یکی از بهترین بندرگاههای طبیعی اقیانوس آرام شمرده می‌شود) است را در دست دارد.

## دانشگاه‌های مشهور هاوایی
- دانشگاه هاوایی
- دانشگاه هاوایی در مانوا

## مشاهیر
باراک اوباما، نیکول شرزینگر، سارا وین کالیز، نیکول کیدمن، رابرت کیوساکی، جیسون موموآ

## پارک‌های ملی
- پارک ملی آتشفشان‌های هاوایی
- پارک ملی هالیاکالا

## چشم‌اندازهای هاوایی

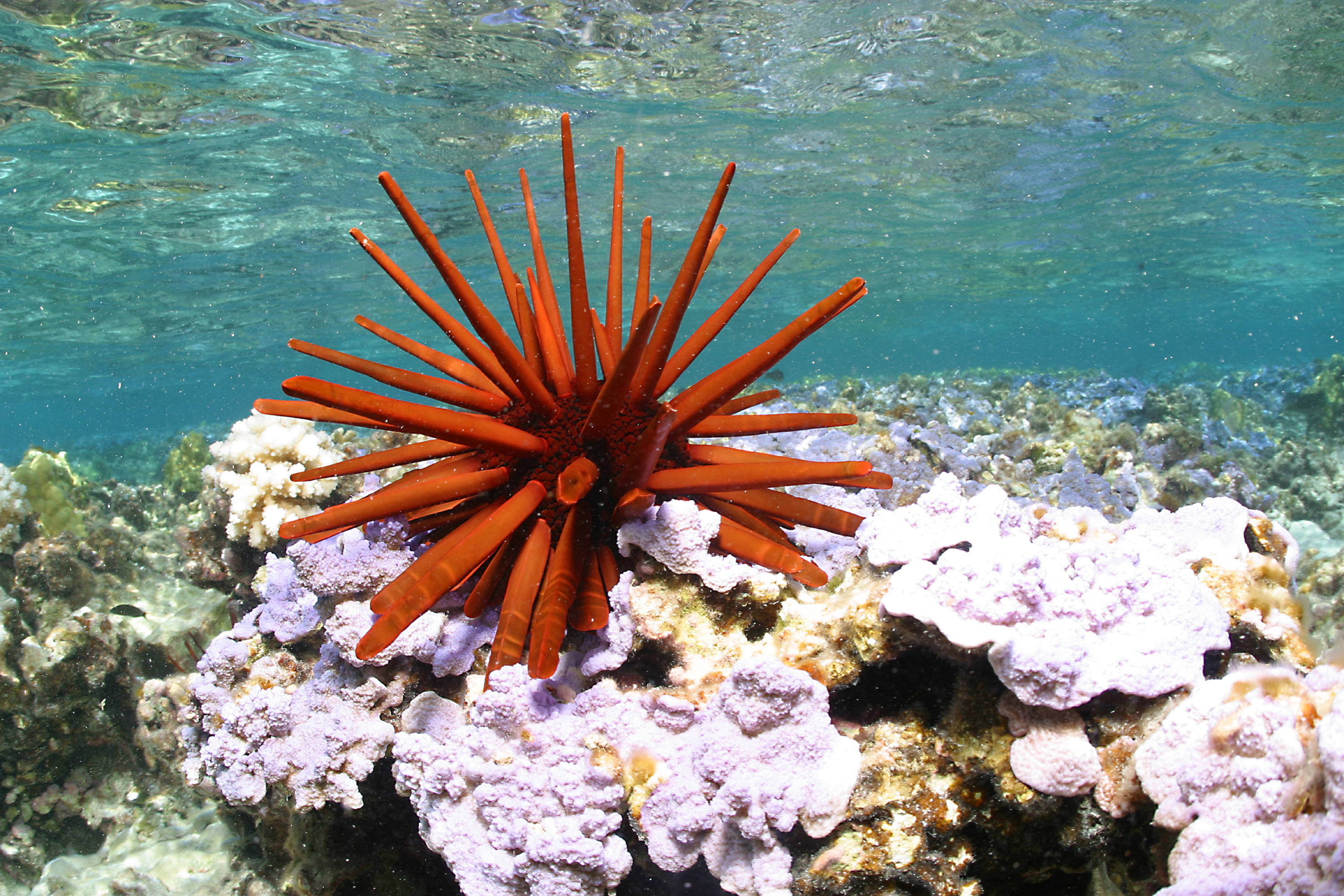
یادبود ملی دریایی پاپاهانوموکووآکه‌آ در مجمع‌الجزایر هاوایی
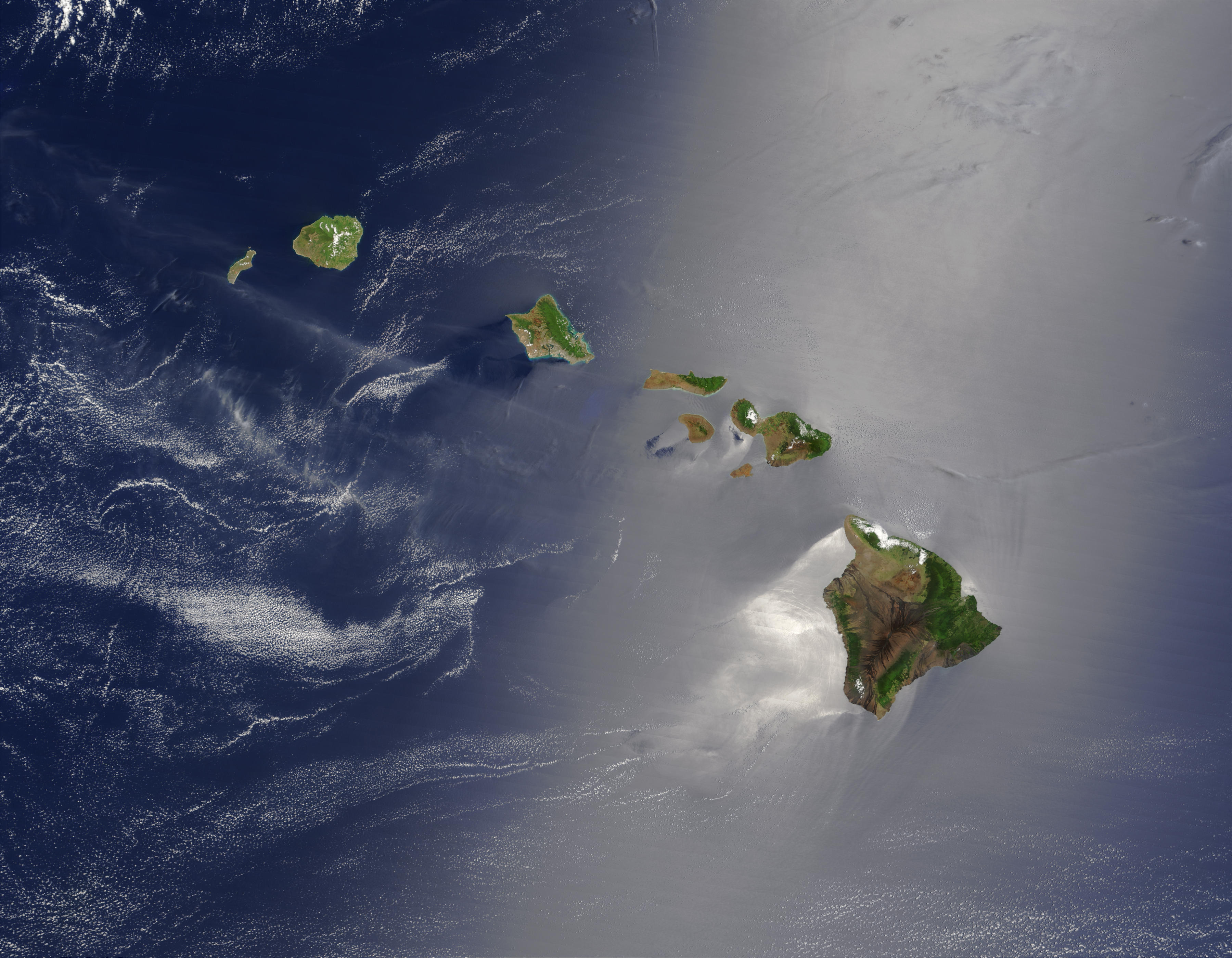
نمای ماهواره‌ای از مجمع‌الجزایر هاوایی
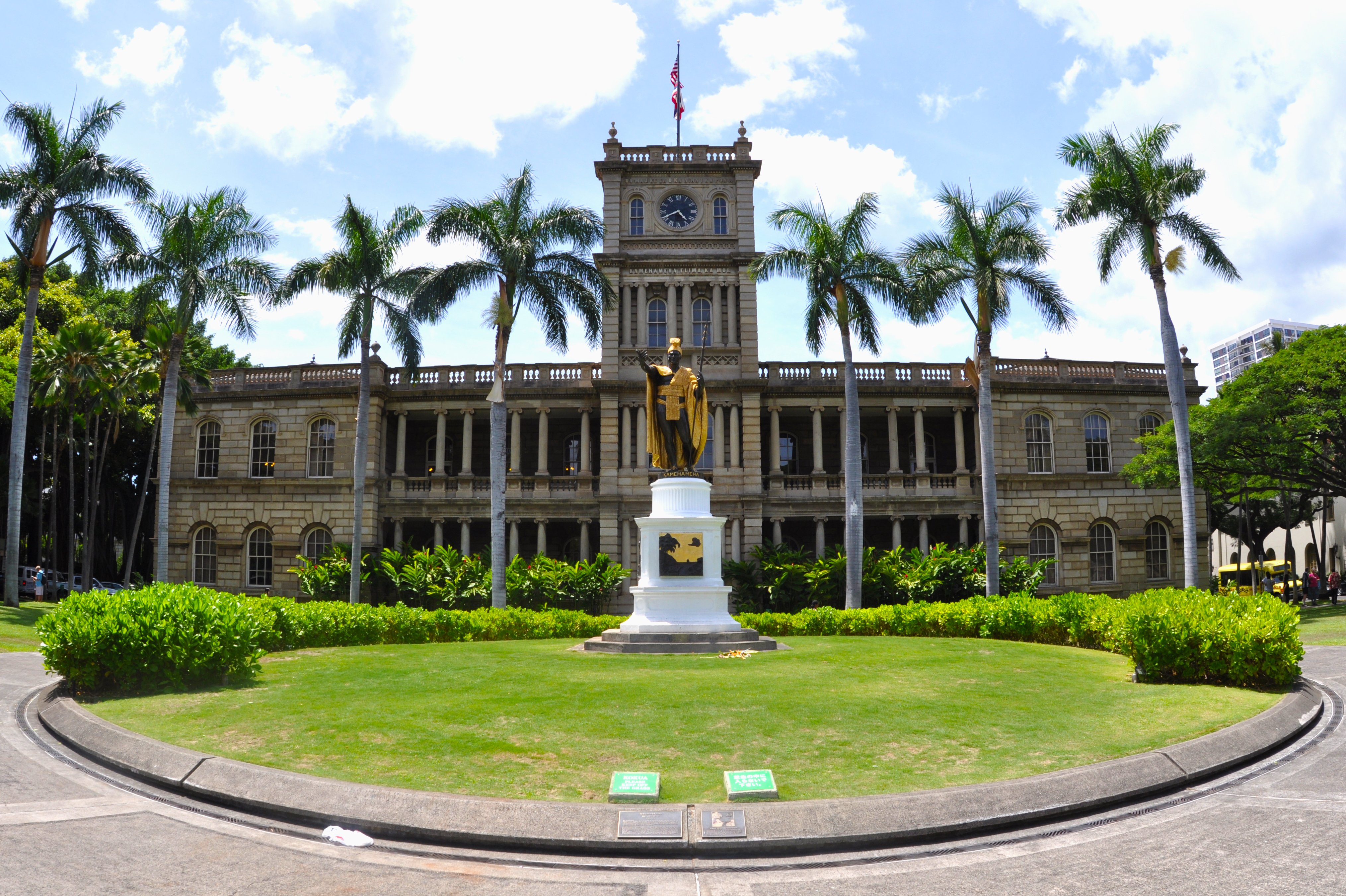
دیوان عالی هاوایی
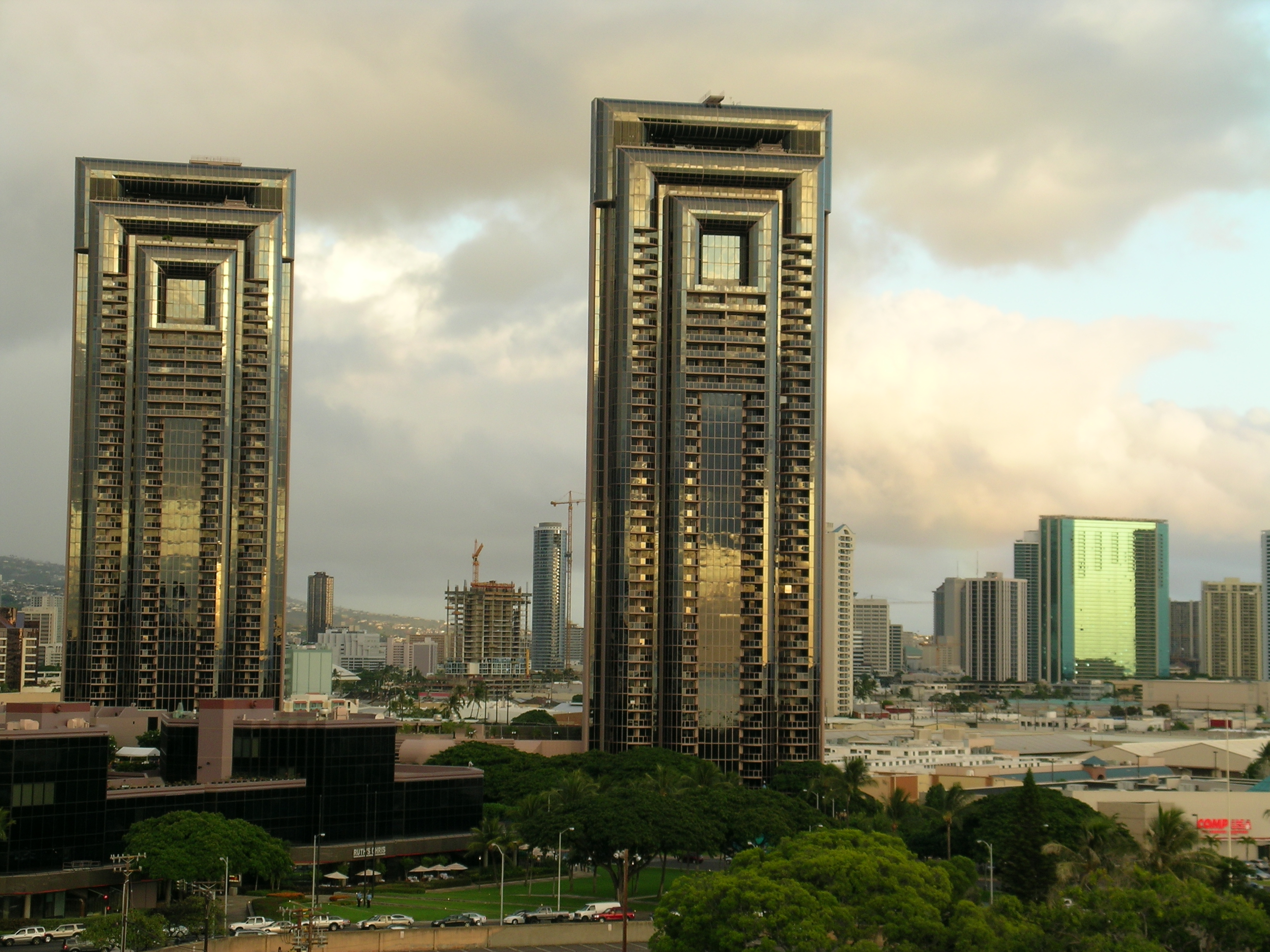
قسمت مرکزی شهر هونولولو